# Temporada 1896-1897 del Liceu
SLa temporada 1896-1897 havia de ser el de la celebració del cinquantenari i tot i que l'efemèride no va passar desapercebuda i la propietat estudia algun tipus de celebració, la data queia dins del període d'una companyia d'opereta ja contractada. Entre els projectes cap no considerà la possibilitat de representar la primera òpera que s'hi havia estrenat, Anna Bolena de Donizetti. A més, el dia 4 queia en diumenge de Passió i molts propietaris ja van anunciar que no anirien al teatre. Així, el 4 d'abril no hi hagué cap funció i el 5 es va fer una mediocre Lucia di Lammermoor per la companyia d'opereta italiana que dirigia Emilio Giovannini.
| Temporada 1896-1897 del Liceu |                            |                     |                   | |           |                                                                     |
| Òpera                         | Compositor                 | Director musical    | Director d'escena | Papers principals | Producció | Dates                                                               |
| Cavalleria Rusticana          | Pietro Mascagni            |                     |                   | Mary D'Arneiro, Manuel Suagnez, Gabriel Hernandez |           | novembre                                                            |
| Falstaff                      | Giuseppe Verdi             |                     |                   | Elisa Petri, Italia Della Torre, Ida Monteleone, Giuseppe Moretti/Giraud Fiorello, Ramon Blanchart, Rodolfo Angelini Fornari, Mario Armandi, Anton Oliver, Oreste Luppi |           | novembre                                                            |
| Otello                        | Giuseppe Verdi             |                     |                   | Vincenza Olietti Morozzo/Eva Tetrazzini, Franco Cardinali, Ramon Blanchart                                                                                              |           | novembre                                                            |
| Hamlet                        | Ambroise Thomas            |                     |                   | Adelaida Bolska, Ramon Blanchart, Oreste Luppi |           | desembre                                                            |
| La Gioconda                   | Amilcare Ponchielli        |                     |                   | Elisa Petri/Eva Tetrazzini, Ida Monteleone/Amanda Campodónico, Fidela Gardeta, Fiorello Giraud, Ramon Blanchart/Rodolfo Angelini Fornari, Oreste Luppi                  |           | desembre                                                            |
| Manon Lescaut                 | Giacomo Puccini            | Cleofonte Campanini |                   | Eva Tetrazzini (novembre; 1, 8 desembre)/Elisa Petri (10, 13, 15 desembre; gener), Rodolfo Angelini-Fornari, Fiorello Giraud, Italia Della Torre                        |           | 24, 26 novembre / 1, 8, 10, 13, 15 desembre / 3 gener (tarda i nit) |
| Mefistofele                   | Arrigo Boito               |                     |                   | Eva Tetrazzini/Elisa Petri, Italia Della Torre, Gioachino Bayo, Andrés de Segurola Perellò/Oreste Luppi, Mario Armandi                                                  |           | desembre                                                            |
| Samson et Dalila              | Camille Saint-Saëns        |                     |                   | Amanda Campodónico, Franco Cardinali, Francisco Puiggener, Oreste Luppi                                                                                                 |           | gener                                                               |
| Tannhäuser                    | Richard Wagner             | Cleofonte Campanini |                   | Elisa Petri, Amanda Campodónico, Fiorello Giraud, Ramon Blanchart, Andrés de Segurola Perellò                                                                           |           | 22 de gener                                                         |
| Cavalleria Rusticana          | Pietro Mascagni            |                     |                   | Eva Tetrazzini, Fiorello Giraud, Rodolfo Angelini Fornari, Fidela Gardeta                                                                                               |           | febrer                                                              |
| Lohengrin                     | Richard Wagner             | Rodolfo Ferrari     |                   | Concepció Bordalba, Concepciò Mas, Benedetto Lucignani, Lelio Casini, Francesco Navarrini                                                                               |           | 18 de febrer                                                        |
| La Juive                      | Jacques Fromental Halevy   |                     |                   | Avelina Carrera, Benedetto Lucignani, Francesco Navarrini |           | febrer                                                              |
| Il barbiere di Siviglia       | Gioacchino Rossini         | Francesco Baudo     |                   | Ferdinando Arrigotti, Arturo Petrucci, Aida Saroglia, Manuel Carbonell-Villar, Luis Visconti, Amilcare Ferrara                                                          |           | març                                                                |
| Fra Diavolo                   | Daniel Auber               |                     |                   | Giovannina Coliva, Amparo Obiol, Ferdinando Arrigotti, Enrico Grossi, Edoardo Gallino, Arturo Petrucci, Amilcare Ferrara, Emilio Paroli                                 |           | març                                                                |
| Il Babbeo e l'Intrigante      | Enrico Sarria              |                     |                   | Giovannina Coliva, Mirra Principi, Emilio Giovannini, Arturo Petrucci, Enrico Grossi, Amilcare Ferrara, Edoardo Gallino                                                 |           | març                                                                |
| Der Vice-Admiral              | Karl Millocker             |                     |                   | Giovannina Coliva, Elena Tani, Adelina Tani, Enrico Grossi, Anton Pomer, Arturo Petrucci                                                                                |           | març                                                                |
| La Campana dell'Eremitaggio   | Enrico Sarria              |                     |                   | Aida Saroglia |           | març                                                                |
| La Fille de madame Angot      | Charles Lecocq             |                     |                   | Giovannina Coliva, Anton Pomer, Enrico Grossi, Amilcare Ferrara |           | març                                                                |
| Il Pipelet                    | Serafino Amedeo De Ferrari |                     |                   | Aida Saroglia, Enrico Grossi, Arturo Petrucci, Edoardo Gallino |           | marzo                                                               |
| Sonnambula                    | Vincenzo Bellini           |                     |                   | Aida Saroglia, Ferdinando Arrigotti, Emanuel Carbonell Villar |           | marzo                                                               |
| Lucia di Lammermoor           | Gaetano Donizetti          | Emilio Giovannini   |                   | Aida Saroglia, Aristodemo Giorgini, Manuel Villar Carbonell, Luigi Visconti                                                                                             |           | 5 d'abril                                                           |
| Hamlet                        | Ambroise Thomas            |                     |                   | Hareclea Darclee, Concepciò Mas, Ramon Blanchart, Leopoldo Spivacchini                                                                                                  |           | abril                                                               |
| Il trovatore                  | Giuseppe Verdi             | Rodolfo Ferrari     |                   | Ramon Blanchart, Concepció Bordalba, Armida Parsi-Pettinella, Valentin Duc, Francesco Navarrini                                                                         |           | 15 maig                                                             |
| Samson et Dalila              | Camille Saint-Saëns        |                     |                   | Armida Parsi-Pettinella, Valentino Duc, Francisco Puiggener, Leopoldo Spivacchini                                                                                       |           | maig                                                                |